# Arroyomolinos (Madrid)

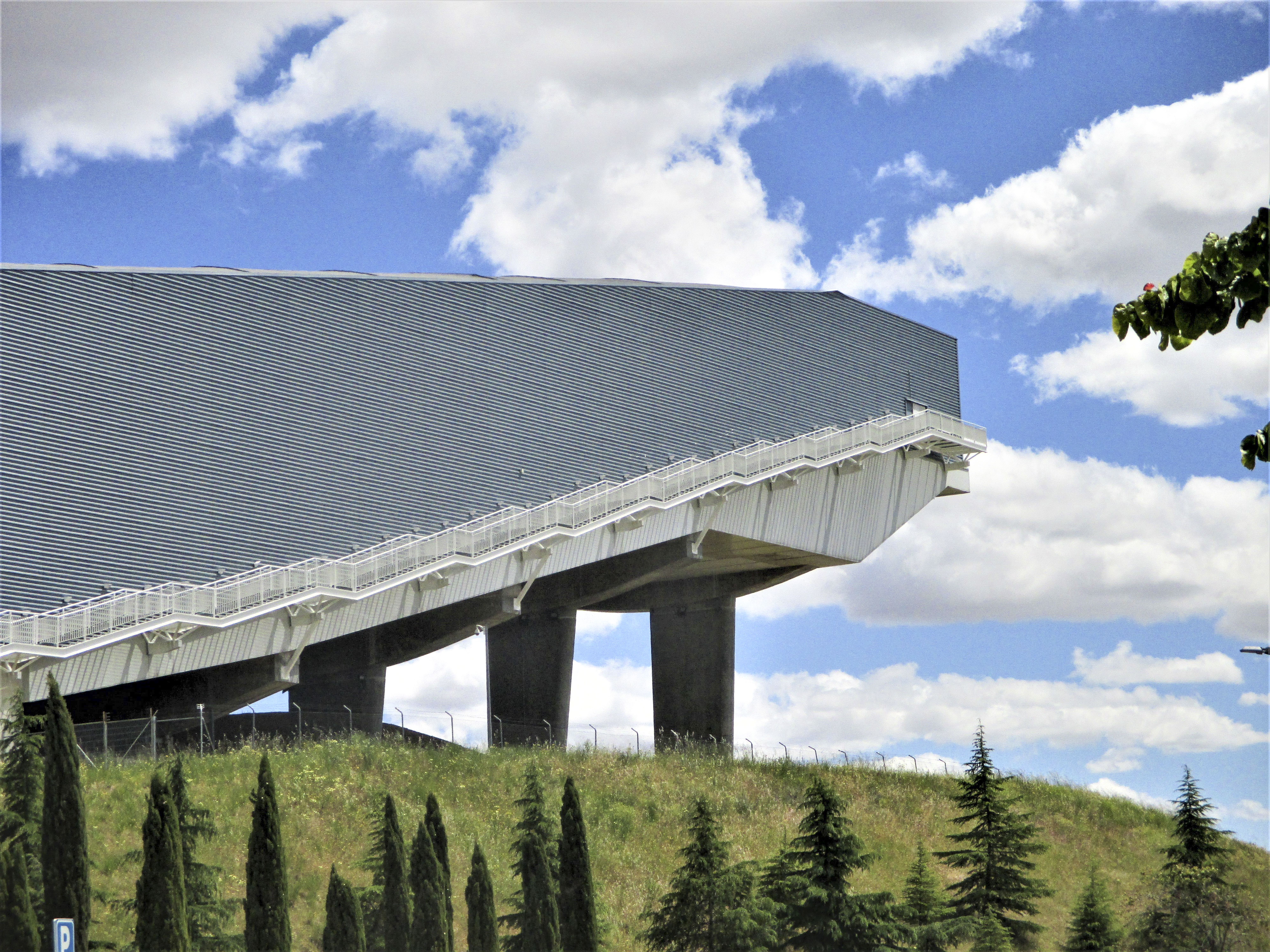
Vista exterior del edificio que alberga la pista de nieve artificial

Arroyomolinos es un municipio de España situado al suroeste de la Comunidad de Madrid. A fecha de 1 de enero de 2022 su población era de 34 833 habitantes; en los últimos años el municipio ha evolucionado de una configuración rural a la típica de una ciudad dormitorio, pues ha experimentado un crecimiento demográfico importante. Su término se encuentra parcialmente incluido en el parque regional del curso medio del río Guadarrama y su entorno.

## Toponimia
El primer nombre con el que se conoció a Arroyomolinos fue el de Chozas Arroyo de Molinos o Chozas del Arroyo de los Molinos. Ambas denominaciones se refieren a los molinos que se levantaban a orillas del Arroyo de Los Combos a su paso por el municipio y de los cuales quedan algunos vestigios.

## Geografía
| Noroeste: Móstoles     | Norte: Móstoles          | Nordeste: Móstoles           |
| Oeste: Navalcarnero    |                          | Este: Moraleja de Enmedio    |
| Suroeste: Navalcarnero | Sur: Moraleja de Enmedio | Sureste: Moraleja de Enmedio |

### Entorno natural
El municipio está situado dentro de la Comunidad de Madrid, en la zona suroeste. El terreno no urbanizado se utiliza en su mayoría como tierras de cultivo o fincas privadas. En cuanto al relieve, está compuesto por colinas en su totalidad, excepto en las proximidades a los arroyos. Se encuentra encajonado en torno al Arroyo de los Combos, afluente del río Guadarrama que nace en una localidad vecina, y sus propios afluentes y ramblas, lo que confiere al pueblo una configuración irregular. Los desniveles alcanzan los 70 metros entre las partes más bajas y las más altas del pueblo.

### Barrios
El pueblo se divide según la topografía del terreno, separándose entre sí por los arroyos y sus correspondientes parques. En el sur se encuentra el casco viejo y las primeras urbanizaciones. En el norte, Las Castañeras y Ciudad Jardín. En el este está el barrio de Zarzalejo. El casco viejo tiene forma de cuadrado y está rodeado por tres arroyos. Por el noroeste, el Arroyo de los Combos, por el noreste, el Arroyo Moraleja Mayor. Por el suroeste, el Arroyo Moraleja Menor.
En el norte se sitúan los barrios de Las Castañeras y Ciudad Jardín, articulados en torno a las avenidas de Las Castañeras y avenida Unión Europea (bulevar), respectivamente. Son barrios de chalets y bloques de pisos o dúplex de máximo cuatro alturas. Los ejes de ambos barrios actúan como calles comerciales. La avenida Unión Europea es una de las salidas hacia la autovía A-5 (Autovía del Suroeste) alternativa a la carretera M-413, conocida popularmente como "la carretera de las curvas", ya que tiene que sortear continuas colinas en su trazado. Esta zona está separada del casco antiguo por el Arroyo de los Combos.
En el este está el barrio de Zarzalejo y la urbanización El Bosque, separados del casco antiguo por el arroyo moraleja Mayor. la urbanización El Bosque se construyó cuando el pueblo comenzó su expansión, a partir de los años 80 y se compone de chalets individuales. Zarzalejo, sin embargo, es una zona de chalets y bloques de pisos. Destaca la zona baja, junto al Arroyo de los Combos, que alberga el auditorio municipal, un polideportivo, el centro acuático La Dehesa, el Puesto Principal de la Guardia Civil de Arroyomolinos-Humanes, y el recinto ferial donde se celebran las fiestas del Corpus.

### Ribera de San Pedro
A la orilla del río Guadarrama, y lindando con los términos municipales de Móstoles y Navalcarnero, existe desde la década de 1950 un asentamiento en el llamado paseo Ribera de San Pedro. Se compone de medio centenar de huertos y casas bajas que se sitúan en terrenos pertenecientes a la cuenca del río (de 5 a 100 metros desde el cauce). El Ayuntamiento de Arroyomolinos cobra el Impuesto de Bienes Inmuebles (anteriormente llamado Catastro) desde 1986, e incluso ofreció servicio de médico y recogida de basuras durante muchos años. Ahora, cuando los desarrollos urbanísticos encuentran en este asentamiento un problema, el Ayuntamiento no ofrece ningún servicio a los vecinos. La Confederación Hidrográfica del Tajo por su parte, reconoce la existencia de unos derechos adquiridos por los "propietarios", los cuales deben ser evaluados y compensados por parte del Ayuntamiento y la comunidad autónoma, según un reciente comunicado. El acceso a esta zona se realiza junto al puente del río Guadarrama, en la autovía A-5, teniéndose que realizar de forma peligrosa al no existir ningún carril de aceleración o deceleración desde la propia autovía.

## Historia

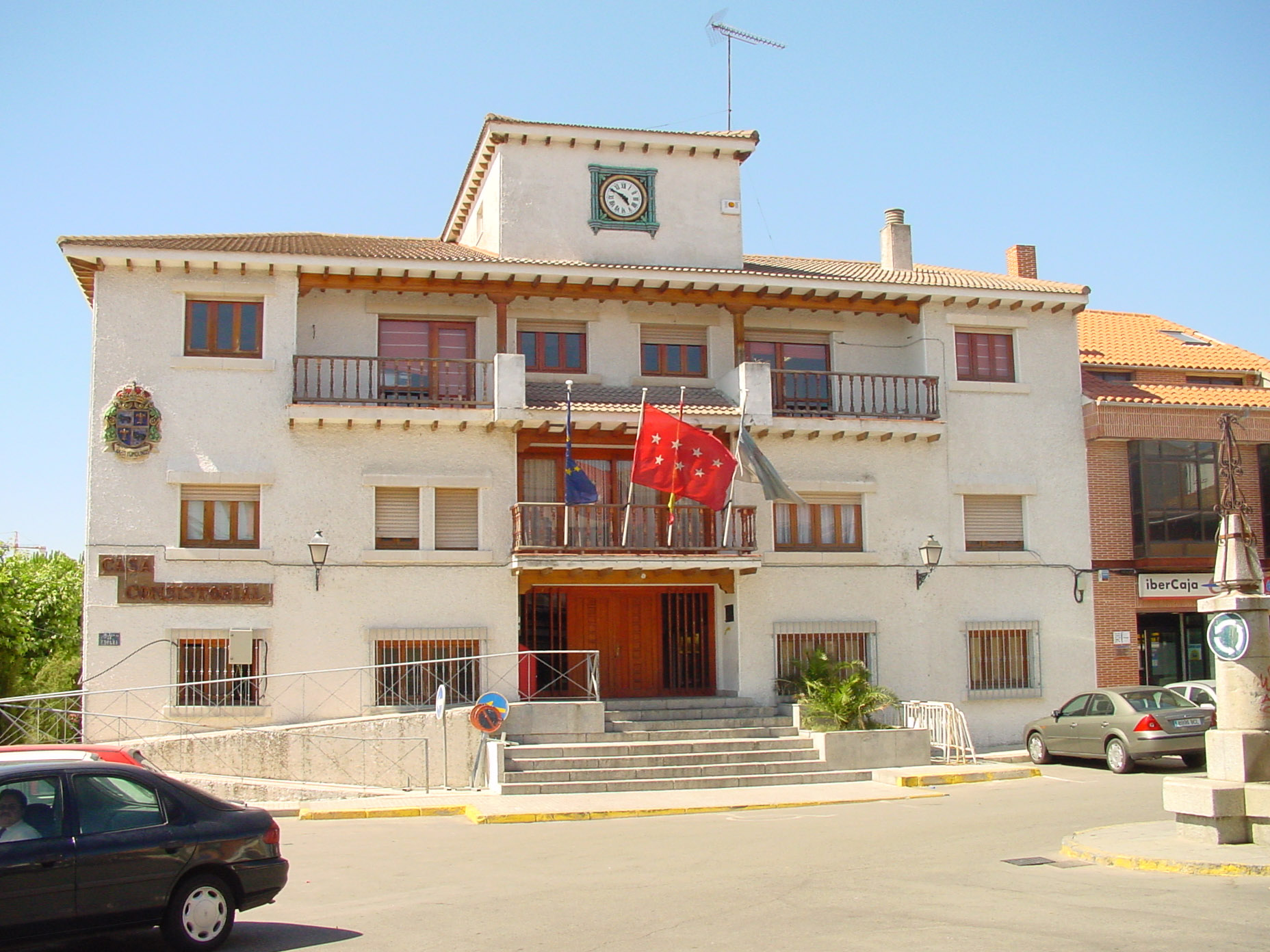
Antigua casa consistorial

El origen de Arroyomolinos es un tema que trae controversia, sobre todo a raíz del hallazgo de numerosos restos romanos en el municipio (Yacimiento de los Pelicanos, Yacimiento de Zarzalejo...). Sin embargo estos no han sido investigados aún en profundidad, lo cual ha sido denunciado en ocasiones por la oposición política en el municipio
Según relata el sitio web del Ayuntamiento de Arroyomolinos, el pueblo fue fundado durante la invasión musulmana, para más tarde ser reconquistado por el monarca Alfonso VI de León en su avance hacia la decisiva reconquista de Toledo (1085). Por entonces, el lugar era conocido con el nombre de Chozas del Arroyo. Así mismo, indica que otras fuentes consideran que la localidad fue fundada en el año 1400, con la misma denominación. Fue durante aquellos mismos años cuando Pedro I de Castilla concedió a Diego Gómez de Toledo el privilegio de repoblar el término de Arroyomolinos con 80 habitantes.

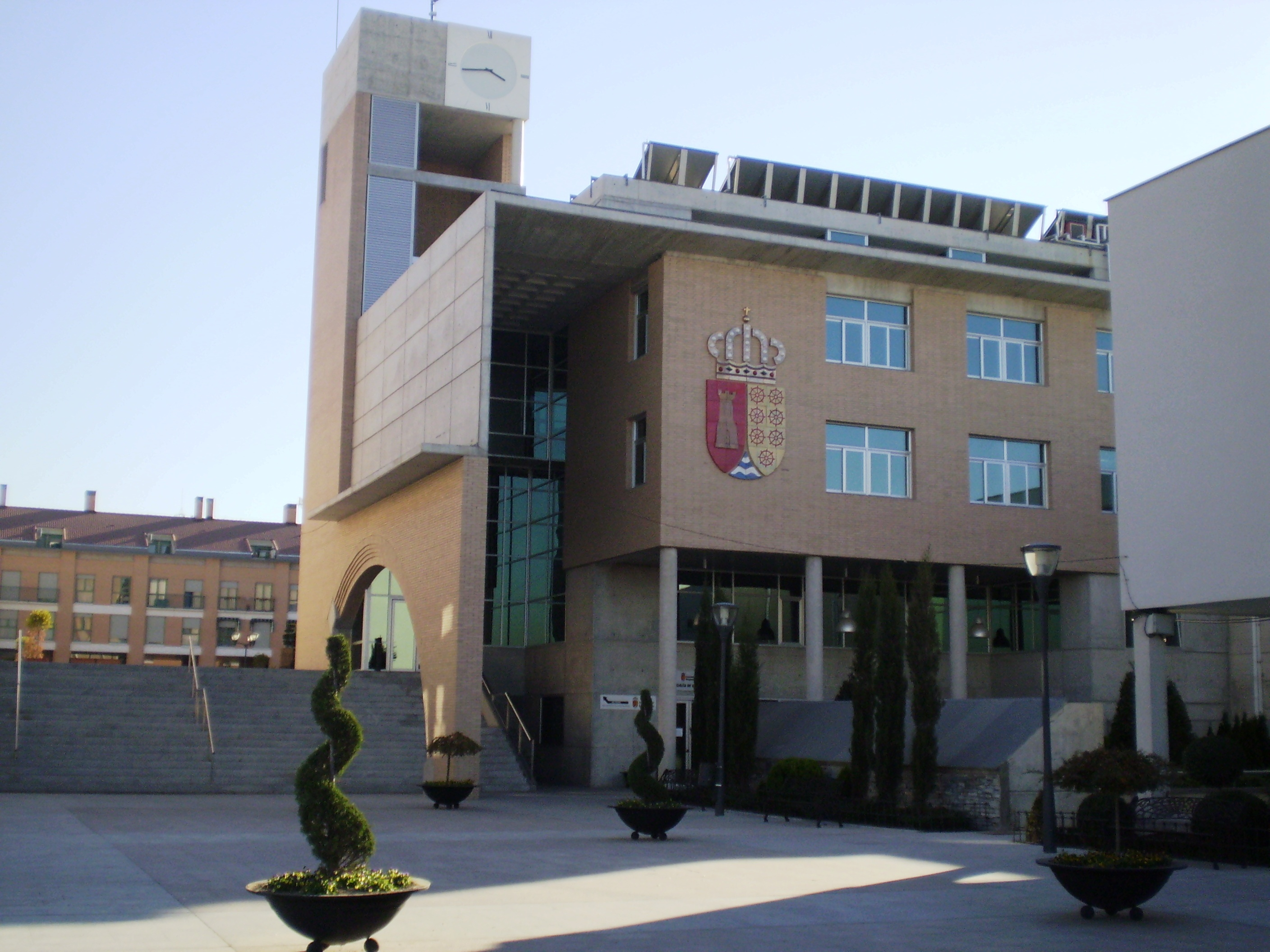
Moderna casa consistorial

Hacia 1476, Juan de Oviedo se adueñó de la villa y ordenó la construcción de una torre, conocida en épocas recientes como Torreón de Arroyomolinos o Torre del Pan. Cuando en ese año, Gonzalo Chacón sitió Arroyomolinos para combatir a Oviedo, el Torreón no se había concluido aún, así que fue este último quien ordenó su finalización.
A finales del siglo XIX y principios del siglo XX, el Torreón fue utilizado como granero en sus dos primeras plantas y como palomar en las tres restantes. De esta época data el retapiado de los huecos de las plantas superiores para controlar las aves y fue también entonces cuando se arrasaron el parapeto y almenaje del terrado, con el fin de construir los más de 4 000 nidos que otrora tuviera la torre. Atendiendo a la obra magna "Diccionario geográfico-estadístico-histórico de España y sus posesiones de Ultramar" del estadista y político Pascual Madoz, Arroyomolinos contaba con apenas 30 casas simples construidas a mediados del siglo XIX. Así mismo, disponía de ayuntamiento, cárcel, escuela de primera educación (a la que asistían 10 niños y además dotada con 1,100 rs. de los fondos públicos), una parroquia dedicada a la Asunción de Nuestra Señora y fuente pública de agua potable que se encontraba en las proximidades del ya mencionado Torreón.
El cultivo que se producía en el pueblo y posteriormente comercializaba con los pueblos vecinos (principalmente Móstoles) se basaba en trigo, cebada, avena, centeno, garbanzos, algarrobas, guisantes y habas. Cabe añadir que se mantenía un ganado lanar, caprino, porcino, vacuno, equino y mular. Según Madoz, los arroyos circundantes permitieron a la población de Arroyomolinos generar buenos campos de cultivos y tener una economía productiva, aunque aún rudimentaria.
Pese a su cercanía a la autovía de Extremadura no se vio muy afectado por el crecimiento poblacional de los años 1970 que afectaron a otras localidades de su entorno, como Móstoles o Fuenlabrada. Sin embargo a comienzos del siglo XXI el alto precio de la vivienda en Madrid, unido a su escaso desarrollo urbanístico previo, ha abierto las puertas a la especulación inmobiliaria y ha impulsado el desarrollo demográfico, multiplicando su población en los últimos años (véase Demografía y Urbanismo).

## Demografía
Arroyomolinos cuenta con una población de 37 208 habitantes (INE 2024).
| Gráfica de evolución demográfica de Arroyomolinos entre 1842 y 2021 |
| |
| Población de derecho según los censos de población del INE Población de hecho según los censos de población del INEEn estos censos se denominaba Arroyo Molinos: 1842, 1857 y 1860 |

| Gráfica de evolución demográfica de Arroyomolinos entre 2000 y 2023 |
|                                                                     |
| Población a 1 de enero según el padrón municipal del INE            |

El municipio de Arroyomolinos se mantuvo como un pueblo relativamente pequeño de actividad rural, tanto es así que a mediados del siglo XIX tan solo contaba con 82 habitantes, hasta finales de los años noventa, cuando empieza un proceso de crecimiento demográfico y urbanístico coincidiendo con el inicio de la llamada burbuja inmobiliaria. En este proceso será determinante el plan del Gobierno Regional Ciudad Jardín. El crecimiento fue extraordinariamente acusado en las dos primeras décadas del siglo XXI.

### Urbanismo
El municipio de Arroyomolinos conoció a finales de los años noventa y principios del nuevo siglo un importante crecimiento urbanístico que ha multiplicado por diez su población desde 1996. Este desarrollo se enmarcó principalmente en el Plan Urbanístico conocido como Ciudad Jardín-Arroyomolinos, cuyo motivo y expectativas fueron:

"En primer lugar, partimos de las Normas Subsidiarias de Planeamiento Municipal de Arroyomolinos, aprobadas definitivamente por Acuerdo del Consejo de Gobierno de la Comunidad de Madrid de fecha 1 de junio de 1995, que en poco tiempo, por la excelente posición del municipio y los elevados niveles de actividad inmobiliaria, determinaron la necesidad de una revisión de su planeamiento general para dar respuesta a las nuevas necesidades que surgían."

"En la Revisión de las NN.SS. se contempla un notable crecimiento residencial del municipio que se concreta en 10.200 nuevas viviendas[4], de las que este proyecto aporta 3.950 viviendas, siendo más de la mitad objeto de algún régimen de protección, configurándose como uso característico el residencial y como usos complementarios servicios, comercial, dotaciones escolares, espacios libres y zonas verdes. En definitiva, una de las características esenciales de esta actuación urbanística radica en la formulación de un crecimiento urbano con usos mixtos, en el que junto con los usos residenciales confluyen usos comerciales, servicios, terciarios y de equipamiento"

Este mismo informe concluye con:

"El modelo urbano finalista que trata de plasmar la Revisión de las NN.SS. en el que se abarque la mayor parte del suelo vacante, ha supuesto un cambio cuantitativo y cualitativo en la ordenación del municipio, una transformación radical del mismo, donde de contar con una pequeña "almendra" de suelo urbano rodeada de suelo no urbanizable, se ha pasado a una situación inversa, convirtiéndose casi todo el término municipal en Suelo Apto para Urbanizar, salvo la zona declarada Parque Natural del Guadarrama mediante Ley. Este fenómeno ha sido definido por Javier Ruiz Sánchez[7] como una difusión de lo rural en lo urbano, hasta la práctica desaparición de aquel, añadiendo que se han disuelto los límites tradicionales, de manera que se han generado intensas expectativas urbanísticas sobre suelo no urbanizable, en una espiral creciente de presión sobre las nuevas revisiones del Planeamiento."

"A esto hay que añadir que el proyecto Ciudad Jardín Arroyomolionos ha optado por instaurar modelos de baja densidad (con un alto número de viviendas unifamiliares), y una ocupación efectiva de 167 Ha, con numerosas infraestructuras y dotaciones para dar servicio a los residenciales, lo que supone necesariamente un consumo excesivo de espacio no renovable, sin que la experiencia de otros desarrollos similares haya servido para cambiar hacia otros proyectos más sostenibles tanto medioambiental como económicamente."

Para 2016 la mayor parte del plan inicial había concluido, pero otros proyectos que le siguieron acabaron estancados a causa de la situación de crisis, existiendo así una gran cantidad de suelo urbanizado pero sin edificar.

## Monumentos y lugares de interés
Torreón

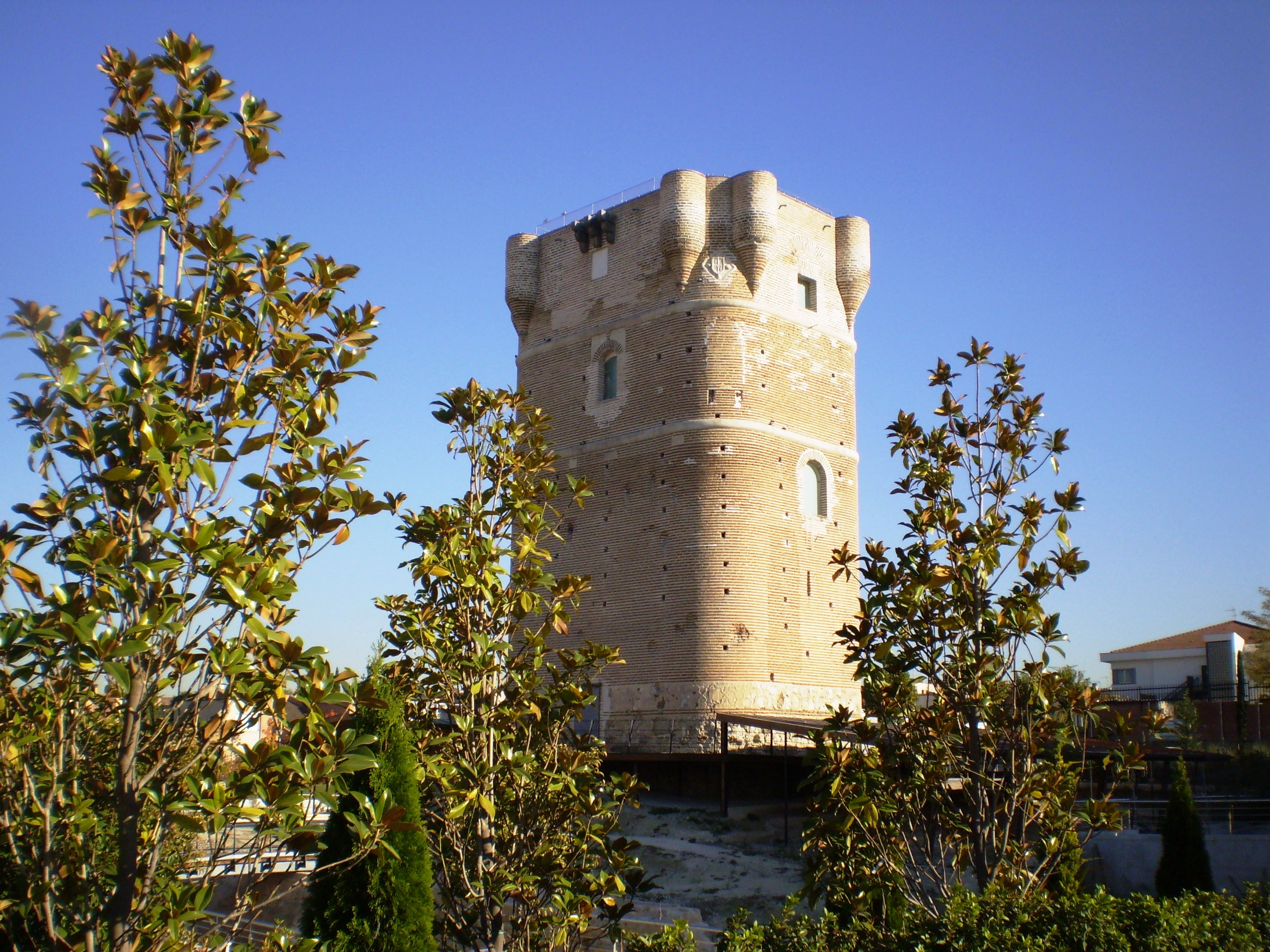
Torreón de Arroyomolinos o Torre del Pan

El elemento más representativo de la localidad y el testigo de excepción de su devenir histórico es el Torreón de Arroyomolinos, rehabilitado a principios del siglo XXI. Según algunas fuentes, fue mandado construir por Juan de Oviedo. Sin embargo, los escudos que cuelgan de sus muros pertenecen a los Reyes Católicos y a Gonzalo Chacón, señor de Casarrubios y mayordomo mayor de la infanta Isabel I de Castilla. Está incluido en la Ruta por los castillos, fortalezas y atalayas de la Comunidad de Madrid, aunque no es visitable el interior.
Cordel de Arroyomolinos
Es un camino que transcurre desde el río Guadarrama hasta el término municipal de Móstoles remontando paralelo al Arroyo de los Combos. En el transcurrir de su recorrido encontramos restos arqueológicos pertenecientes a molinos de época medieval, encontrándonos con zonas de esparcimiento como merenderos o carril bici en uno de sus tramos. El Cordel incluido en el parque natural del Curso Medio de Río Guadarrama recorre zonas de gran valor ecológico y paisajístico en el que podremos observar zonas de Pinares, Encinas, Matorral, Majuelos, Rosales silvestres, Zarzamoras así como diversidad de árboles de ribera como Álamos, Chopos, Sauces, Olmos. En cuanto a fauna encontraremos gran diversidad de aves, anfibios, siendo fácil de observar conejos y perdices, en su zona más próxima al Guadarrama habitan jabalíes.

## Administración y política

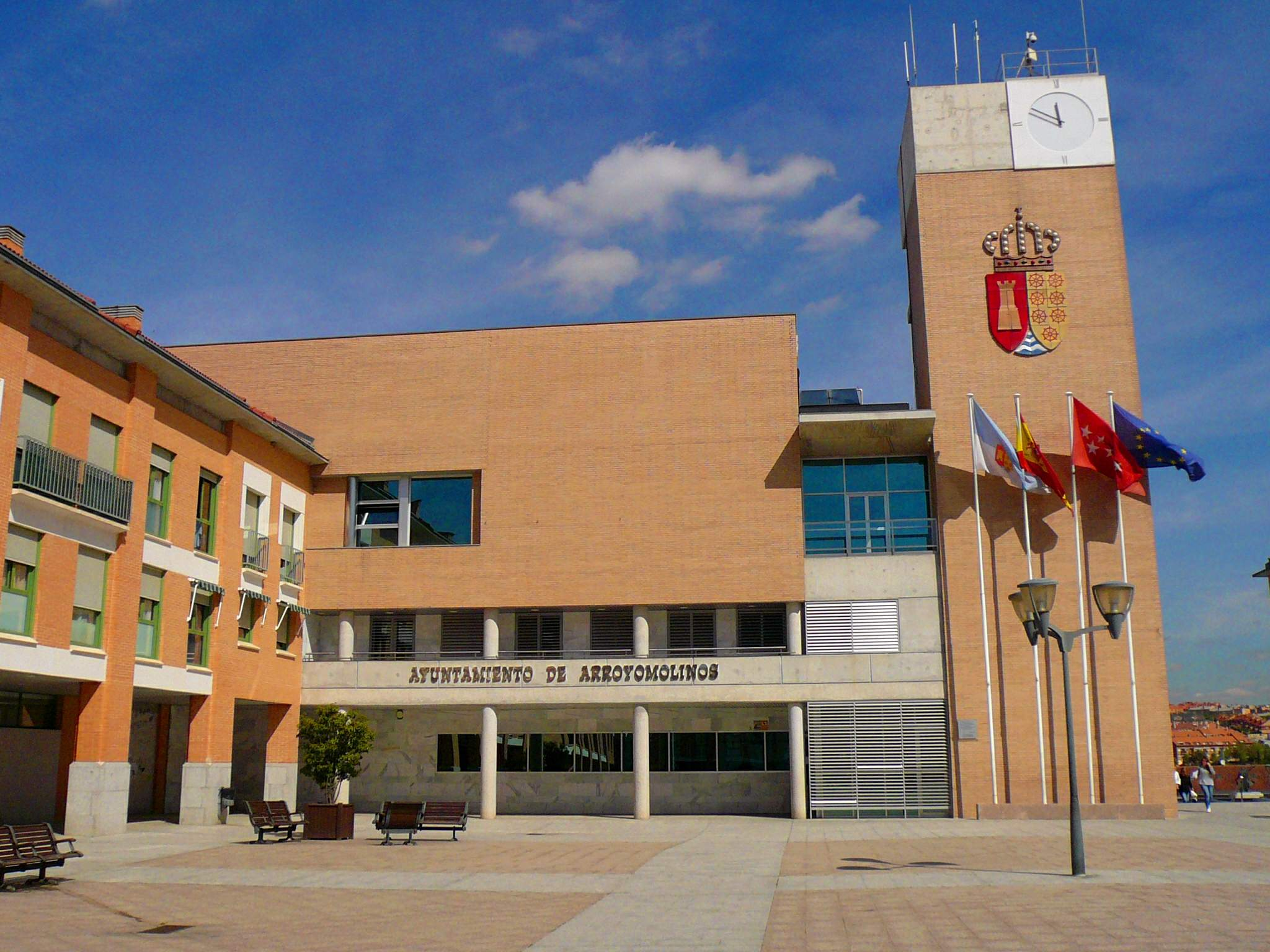
Nueva casa consistorial situada en la plaza Mayor, 1

| Periodo   | Nombre                       | Partido | Partido                                  |
| --------- | ---------------------------- | ------- | ---------------------------------------- |
| 1979-1983 | Virgilio de la Fuente Martín |         | Unión de Centro Democrático (UCD)        |
| 1983-1987 | Ángel Luis Pérez Gómez       |         | Independiente                            |
| 1987-1995 | Ángel Luis Pérez Gómez       |         | Partido Socialista Obrero Español (PSOE) |
| 1995-1999 | Víctor Gómez Pozas           |         | Partido Socialista Obrero Español (PSOE) |
| 1999-2015 | Juan Velarde Blanco          |         | Partido Popular (PP)                     |
| 2015-2018 | Carlos Ruipérez Alonso       |         | Ciudadanos (CS)                          |
| 2018-2019 | Andrés Martínez Blanes       |         | Ciudadanos (CS)                          |
| 2019-2023 | Ana Millán                   |         | Partido Popular (PP)                     |
| 2023-act. | Luis Quiroga Toledo          |         | Partido Popular (PP)                     |

| Partido político                               | 2023  | 2023  | 2023       | 2019  | 2019  | 2019       | 2015  | 2015  | 2015       | 2011  | 2011  | 2011       | 2007  | 2007  | 2007       |
| Partido político                               | Votos | %     | Concejales | Votos | %     | Concejales | Votos | %     | Concejales | Votos | %     | Concejales | Votos | %     | Concejales |
| Partido Popular (PP)                           | 6010  | 35,20 | 8          | 3191  | 23,30 | 5          | 3494  | 28,31 | 7          | 4201  | 45,01 | 9          | 3275  | 64,33 | 10         |
| Vox                                            | 3458  | 20,25 | 5          | 1781  | 13,00 | 3          | 273   | 2,21  | 0          | —     | —     | —          | —     | —     | —          |
| Partido Socialista Obrero Español (PSOE)       | 2344  | 13,73 | 3          | 2015  | 14,71 | 3          | 1370  | 11,10 | 3          | 1045  | 11,20 | 2          | 1190  | 23,37 | 3          |
| Vecinos por Arroyomolinos                      | 2008  | 11,76 | 3          | 1958  | 14,30 | 3          | —     | —     | —          | —     | —     | —          | —     | —     | —          |
| Más Madrid                                     | 1191  | 6,97  | 1          | —     | —     | —          | —     | —     | —          | —     | —     | —          | —     | —     | —          |
| MAS                                            | 1058  | 6,19  | 1          | —     | —     | —          | —     | —     | —          | —     | —     | —          | —     | —     | —          |
| Podemos                                        | 520   | 3,04  | 0          | 1214  | 8,86  | 2          | 1661  | 13,46 | 3          | —     | —     | —          | —     | —     | —          |
| Izquierda Unida (IU)                           | 175   | 1,02  | 0          | 143   | 1,04  | 0          | 517   | 4,19  | 0          | 667   | 7,15  | 1          | 269   | 5,28  | 0          |
| Ciudadanos (CS)                                | —     | —     | —          | 2319  | 16,93 | 4          | 2389  | 19,36 | 5          | —     | —     | —          | —     | —     | —          |
| Partido Independiente de Arroyomolinos (PiArr) | —     | —     | —          | 896   | 6,54  | 1          | 1605  | 13,00 | 3          | 2158  | 23,12 | 4          | —     | —     | —          |
| Unión Progreso y Democracia (UPyD)             | —     | —     | —          | —     | —     | —          | 547   | 4,43  | 0          | 684   | 7,33  | 1          | —     | —     | —          |

## Servicios

### Educación
Arroyomolinos constituye un área única de escolarización dependiente de la Dirección de Área Territorial Sur de la Comunidad de Madrid.[cita requerida]
En Arroyomolinos hay 7 guarderías (1 pública y 6 privadas), 5 colegios públicos de educación infantil y primaria, 2 institutos de educación secundaria, 1 centro de Formación Profesional (dentro del colegio Arenales) y 2 colegios concertados(ambos con algunas etapas privadas).
En 2016, la plataforma ciudadana #Soseducacionarroyomolinos logró, tras una manifestación por la localidad, que la Comunidad de Madrid constituyera la entidad jurídica del 5.º colegio público de educación infantil y primaria de Arroyomolinos comenzando el curso 2016/2017 en diferentes espacios habilitados en la localidad hasta la construcción de las instalaciones.
El edificio Auditórium alberga una escuela de arte y la única biblioteca de municipio.

### Transporte

#### Carreteras
- A 29 km de la Puerta del Sol al suroeste, por la carretera A-5, pasado parque Coímbra a la izquierda, tomando la carretera comarcal M-413 o el más reciente bulevar (Salidas 23 y 25). A través de esta autovía se accede, en dirección Madrid, a la circunvalación M-50, a 10,5 kilómetros de Arroyomolinos y a la M-40, a 19 km de la localidad.
- Acceso a la autopista de peaje R-5 a través de su incorporación en la primera rotonda de la carretera comarcal M-413, en dirección a Moraleja de Enmedio. El acceso se encuentra a 1600 metros del Torreón, en el centro de la localidad y junto a las entradas a los nuevos desarrollos urbanísticos al sur, tales como La Nueva Rinconada o Zarzalejo.

#### Autobús
| Línea | Recorrido                                                                   |
| ----- | --------------------------------------------------------------------------- |
| 1A    | Circular Arroyomolinos A                                                    |
| 1B    | Circular Arroyomolinos B                                                    |
| 495   | Madrid (Príncipe Pío) - Arroyomolinos - Moraleja de Enmedio                 |
| 496   | Fuenlabrada (Hospital) - Moraleja de Enmedio - Arroyomolinos (Xanadú)       |
| 498   | Móstoles (estación) - Arroyomolinos - Moraleja de Enmedio - Fuenlabrada     |
| 498A  | Móstoles (estación) - Arroyomolinos (Xanadú)                                |
| 499   | Móstoles (estación) - Arroyomolinos / Batres (Cotorredondo) - Arroyomolinos |
| 534   | Madrid (Príncipe Pío) - Móstoles (Parque Coímbra) - Arroyomolinos (Xanadú)  |
| N808  | Madrid (Príncipe Pío) - Arroyomolinos / Moraleja de Enmedio                 |

#### ArroyoTeMueve
En 2017, nació la plataforma ciudadana ArroyoTeMueve, cuya actividad se basa en la mejora del transporte público del municipio. La plataforma ciudadana contribuyó para la creación de la línea urbana L1 de Arroyomolinos, que se estrenó a finales de 2017. Del mismo modo, presionó para la mejora de la frecuencia de paso de la línea 495 y 499.
ArroyoTeMueve también impulsó una de las primeras propuesta ciudadanas de la Comunidad de Madrid, exigiendo que Arroyomolinos mejorara su zona de transportes de B3 a B2, así como mejorar las frecuencias de paso de todas sus líneas. La propuesta ciudadana fue aprobada en la Comisión de Participación de la Asamblea de Madrid con los votos afirmativos de Más Madrid, PSOE, Vox y Unidas Podemos y la abstención del PP.
En la actualidad, ArroyoTeMueve se dedica a denunciar la saturación que se produce en los autobuses interurbanos de Arroyomolinos, así como exigir que se aumente el ratio vecinos-autobuses hasta equipararlo con el de otras localidades cercanas como Navalcarnero o Villaviciosa de Odón.

## Cultura

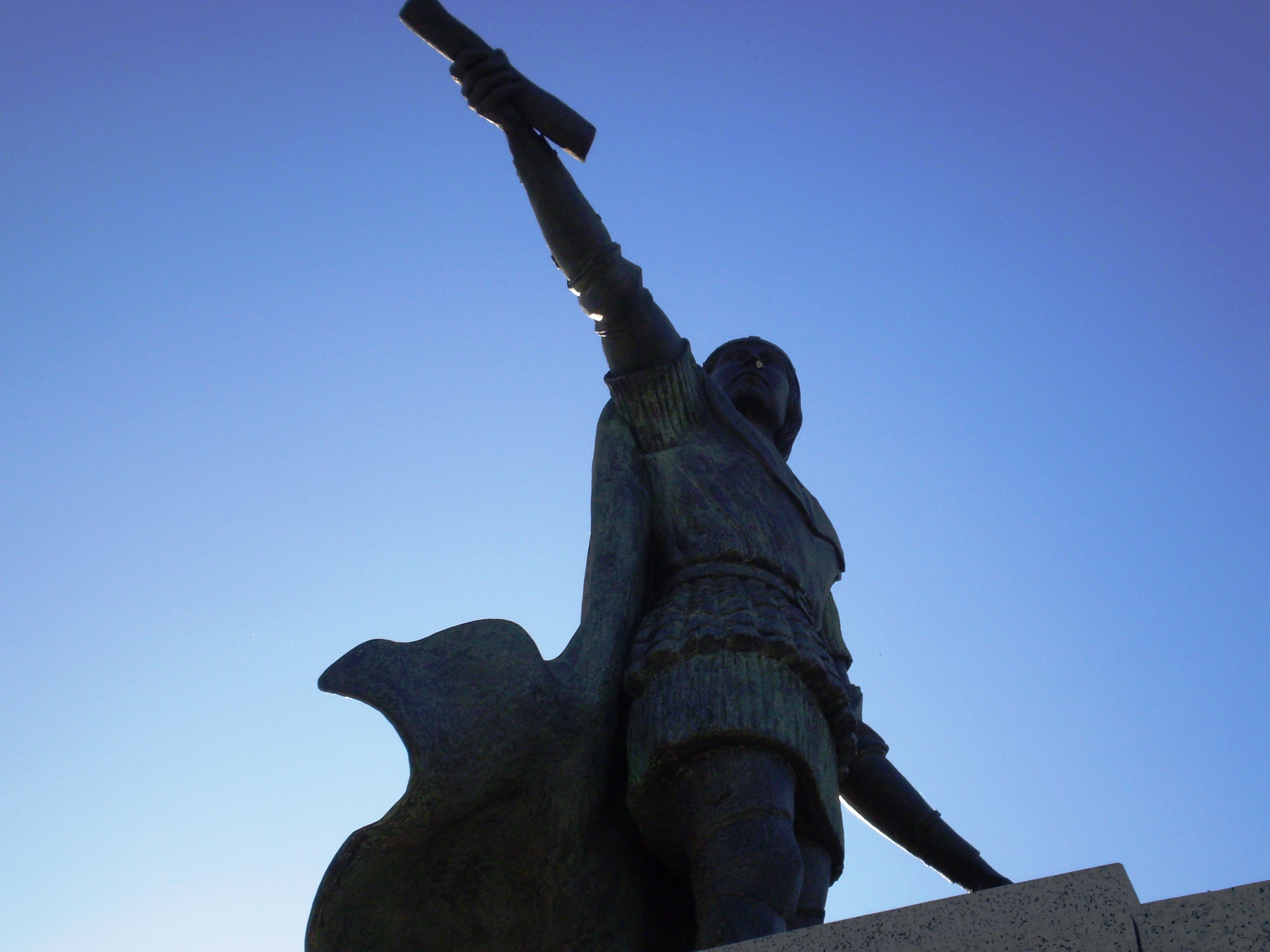
Estatua de Gonzalo Chacón, personaje clave en la historia del pueblo, en un parque próximo al Torreón de Arroyomolinos

El municipio posee numerosas infraestructuras relacionadas con el deporte y la cultura, entre las que destacan tres polideportivos y un centro cultural que alberga la mayor parte de la actividad cultural del municipio.
- Fiestas

Gran parte de ésta se lleva a cabo durante la festividad del Corpus Cristhi, que se celebra en torno a la primera semana de mayo, aunque al ser una celebración religiosa, su fecha es movible. Es en estas cuando se celebran los concursos de Pintura, Poesía, Fotografía, etc. Además se celebran encuentros deportivos y exposiciones varias.
- Teatro

Se representan numerosas obras dramáticas en el Auditorium. Destaca la galardonada Asociación teatral Las tres Carabelas, con una trayectoria de cerca de 20 años y creada por Gloria Calso Navarro, vecina del municipio, que sigue representando varias veces al año sin ánimo de lucro alguno.
- Música

La escuela municipal de música y la coral de Arroyomolinos son las partes más representativas de la música de Arroyomolinos, amén de otros grupos y formaciones de los propios vecinos. Anteriormente a estas, la desaparecida banda municipal se encargaba de poner música en actos públicos y procesiones, tareas que ahora llevan a cabo las antes citadas escuelas.
- Pintura

Destaca la exposición de las principales obras pictóricas de los vecinos de Arroyomolinos en el nuevo centro cultural.
- Conmemoraciones

En 2017 se transformó en una villa medieval para celebrar el 510 aniversario de la muerte de Gonzalo Chacón.